# Fontaine de Neptune (Naples)
Pour les articles homonymes, voir Fontaine de Neptune.
La fontaine de Neptune (en italien: fontana del Nettuno) est l'une des fontaines monumentales les plus célèbres de la ville de Naples. 
Œuvre de Michelangelo Naccherino, Angelo Landi, Pietro Bernini et Cosimo Fanzago, cette fontaine a connu plusieurs déplacements au cours de son histoire. Depuis 2015, la fontaine de Neptune se trouve à la piazza Municipio contre le palais San Giacomo, près du Castel Nuovo.

## Historique
Installée près de l'arsenal, la construction de la fontaine remonte à la période du vice-roi Don Enrique de Guzmán. En  1629, la fontaine est transportée près du palais royal, mais faisant obstacle à des fêtes sur la place, elle est rapidement transférée à Santa Lucia où elle est enrichie de sculptures de Cosimo Fanzago. En 1638, la fontaine change de nouveau d'emplacement pour être placée sur la strada Medina. Endommagée au moment de la révolte de Masaniello (1647) et dépouillée par le vice-roi Pedro Antonio d'Aragona (1672), l'œuvre est l'objet d'une restauration en 1675.
Environ deux siècles  plus tard en 1886, lors des grands travaux de démolition imposés par le Risanamento, la fontaine est retirée de ce lieu pour réapparaître vers 1900 sur l'actuelle piazza Borsa, où elle reste jusqu'en  2000, quand, pour faciliter les travaux du chantier du métro, la fontaine est restaurée et réinstallée, à la grande surprise des Napolitains, à son ancien emplacement sur la via Medina. En 2015, à l'occasion de l'inauguration de la station Municipio de la ligne 1 du métro de Naples, la fontaine est à nouveau déplacée, cette fois sur la piazza Municipio, en face de l'hôtel de ville.

### Chronologie des déplacements
- 1595-99 : Arsenal
- 1629 : Largo di Palazzo (Piazza del Plebiscito) ensuite Borgo Santa Lucia
- 1638 : Via Medina
- 1675 : Molo Grande
- 1889 : Piazza della Borsa (Piazza Giovanni Bovio)
- 2001 : Via Medina
- 2015 : Piazza Municipio